# Acropora longicyathus
Acropora longicyathus är en korallart som först beskrevs av Milne Edwards och Jules Haime 1860.  Acropora longicyathus ingår i släktet Acropora och familjen Acroporidae. IUCN kategoriserar arten globalt som livskraftig. Inga underarter finns listade i Catalogue of Life.